# Вест Пелзер (Јужна Каролина)
Вест Пелзер (енгл. West Pelzer) град је у америчкој савезној држави Јужна Каролина.

## Демографија
По попису из 2010. године број становника је 880, што је 1 (0,1%) становника више него 2000. године.
| Група             | 2000.       | 2010.       |
| Белци             | 833 (94,8%) | 792 (90,0%) |
| Афроамериканци    | 33 (3,8%)   | 45 (5,1%)   |
| Азијати           | 2 (0,2%)    | 1 (0,1%)    |
| Хиспаноамериканци | 7 (0,8%)    | 31 (3,5%)   |
| Укупно            | 879         | 880         |